# هیومنز (مجموعه تلویزیونی)
هیومنز (به انگلیسی: HUM∀NS) یک مجموعه تلویزیونی بریتانیایی-آمریکایی در سبک علمی–تخیلی، به نویسندگی سم وینسنت و جاناتان برکلی است که با الهام از سریال علمی–تخیلی و درام سوئدی ریل هیومنز ساخته شده‌است. این مجموعه به بررسی موضوعات هوش مصنوعی و رباتیک می‌پردازد، و بر روی تأثیرات اجتماعی، فرهنگی، و روانی خلق ربات‌های انسان‌نما تحت عنوان «سینث» تمرکز دارد.
فصل اول آن متشکل از هشت قسمت از ژوئن تا اوت ۲۰۱۵ از شبکه‌های چنل ۴ و ای‌ام‌سی پخش شد. هشت قسمت فصل دوم مجموعه از ۳۰ اکتبر تا ۱۸ دسامبر ۲۰۱۶، در بریتانیا پخش شد. فصل سوم نیز از ۱۷ مه ۲۰۱۸، تا ۵ ژوئیه ۲۰۱۸ به نمایش درآمد.